# Lycaena ogumae
Lycaena ogumae är en fjärilsart som beskrevs av Matsumura 1910. Lycaena ogumae ingår i släktet Lycaena och familjen juvelvingar. Inga underarter finns listade i Catalogue of Life.